# Marco Perperna
Marco Perperna (latino: Marcus Perperna, anche Perpenna) (... – 129 a.C.) è stato un politico e generale romano.

## Biografia
Fu pretore nel 135 a.C. ed in tale anno gli fu affidato il comando dell'esercito contro la rivolta degli schiavi in Sicilia; al suo ritorno a Roma gli fu concesso l'onore della ovazione per i successi ottenuti; a giudizio di Floro (Epitome, II,7 : "...ne dignitatem triumphi servili inscriptione violaret") la mancata concessione del trionfo fu dovuta alla necessità di evitare che venisse deturpato il prestigio di quella solenne cerimonia con il concederne la celebrazione ad un condottiero che aveva sconfitto 'solo' un esercito di schiavi, cioè, nella concezione degli antichi, di esseri inferiori.
Fu eletto console nel 130 a.C. con Lucio Cornelio Lentulo; gli fu affidata la continuazione della campagna contro Aristonico, che aveva sconfitto ed ucciso il console Publio Licinio Crasso Dive Muciano. In breve tempo Perperna sconfisse prima Aristonico in campo aperto, poi strinse l'assedio a Stratonicea, dove il nemico si era asserragliato. la città fu presa per fame ed il re si consegnò nelle mani di Perperna.
Perperna morì nelle vicinanze di Pergamo quello stesso anno mentre si apprestava al ritorno a Roma, dove sicuramente gli sarebbe stato tributato il trionfo.
Secondo Tacito, Marco Perperna garantì il diritto di asilo nel tempio di Diana nella città di Hierocaesareia in Lidia.
Secondo Valerio Massimo, Marco Perperna fu eletto console anche se non era un cittadino romano; per tale motivo, dopo la sua morte, il padre fu condannato secondo la legge Papia per aver usurpato i diritti dei cittadini romani e fu così rispedito in Grecia, nella sua terra natia.